# First Kill
First Kill és una sèrie de televisió sobrenatural juvenil creada per V. E. Schwab que es va estrenar el 10 de juny de 2022 a Netflix. La sèrie està basada en el conte homònim de Schwab. El 14 de juliol, Netflix va incorporar la versió original subtitulada al català. L'agost del mateix any, després de l'emissió de la primera temporada, la sèrie va ser cancel·lada.

## Repartiment
- Sarah Catherine Hook com a Juliette Fairmont
- Imani Lewis com a Calliope "Cal" Burns
- Elizabeth Mitchell com a Margot
- Aubin Wise com a Talia
- Jason Robert Moore com a Jack
- Gracie Dzienny com a Elinor
- Will Swenson com a Sebastian
- Phillip Mullings Jr. com a Theo
- Dominic Goodman com Apollo
- Dylan McNamara com a Oliver
- MK xyz com a Tess
- Jonas Dylan Allen com a Ben Wheeler
- Roberto Mendez com a Noah

## Producció
El 15 d'octubre de 2020, Netflix va encarregar la producció de vuit episodis d'una hora de durada. La sèrie està creada per V. E. Schwab, que també n'és la productora executiva juntament amb Felicia D. Henderson, Emma Roberts i Karah Preiss. First Kill està basat en el conte homònim de Schwab. La mateixa Schwab i Henderson van escriure els episodis. Belletrist Productions és la productora implicada en la sèrie. El 21 d'abril de 2021, es va informar que Jet Wilkinson dirigiria els dos primers episodis de la sèrie.
El 10 de març de 2021, Sarah Catherine Hook i Imani Lewis van ser elegides per protagonitzar la història. El 27 de maig de 2021, Elizabeth Mitchell, Aubin Wise, Jason Robert Moore, Gracie Dzienny, Will Swenson, Phillip Mullings Jr., Dominic Goodman, Dylan McNamara, MK xyz, Jonas Dylan Allen i Roberto Mendez es van unir al repartiment principal.
La producció estava programada per començar a finals de 2021 a Savannah (Geòrgia).
El maig de 2022 Netflix va estrenar el tràiler de la sèrie, que incloïa subtítols al català.